# ISO 3166-2:GI
ISO 3166-2:GI is een ISO-standaard met betrekking tot de zogenaamde geocodes. Het is een subset van de ISO 3166-2 tabel, die specifiek betrekking heeft op Gibraltar. Voor Gibraltar kunnen hiermee de deelgebieden op het hoogste niveau worden gedefinieerd.
De gegevens werden tot op 26 november 2018 geüpdatet op het ISO Online Browsing Platform (OBP). Hier worden geen deelgebieden gedefinieerd.
Volgens de eerste set, ISO 3166-1, staat GI voor Gibraltar.